# Crollo del teatro Apollo di Belvidere
Il crollo del teatro Apollo di Belvidere è avvenuto la sera del 31 marzo 2023 quando un tornado ha colpito l'Apollo Theatre di Belvidere, Illinois, Stati Uniti, causando il crollo del soffitto durante un concerto che aveva registrato il tutto esaurito, uccidendo una persona e ferendone altre 48.
Lo spettacolo era iniziato nonostante le previsioni di maltempo imminente, come parte di una storica ondata di tornado. Durante l'atto di apertura fu disposta una pausa di mezz'ora a causa del maltempo, durante la quale il tornado colpì il teatro. Venti di 90–100 miglia all'ora (140–160 km/h) provocarono il cedimento della struttura inferiore del tetto. I detriti caddero all'interno del locale e sugli spettatori, travolgendo diverse persone. I presenti aiutarono a rimuovere i cumuli di detriti prima dell'arrivo dei vigili del fuoco di Belvidere, che evacuarono l'edificio e coordinarono le operazioni di ricerca e soccorso con le agenzie di gestione delle emergenze di tre contee limitrofe. Uno spettatore fu dichiarato morto sul posto; altri 48 rimasero feriti, 27 dei quali furono trasportati in ospedale in ambulanza. La facciata e la parte superiore del tetto della struttura furono scaraventate sulla strada.
Il locale fu dichiarato inagibile il giorno successivo, ma fu ricostruito e riaprì nel settembre dello stesso anno. Alla fine furono intentate undici cause legali in relazione al crollo.

## Storia

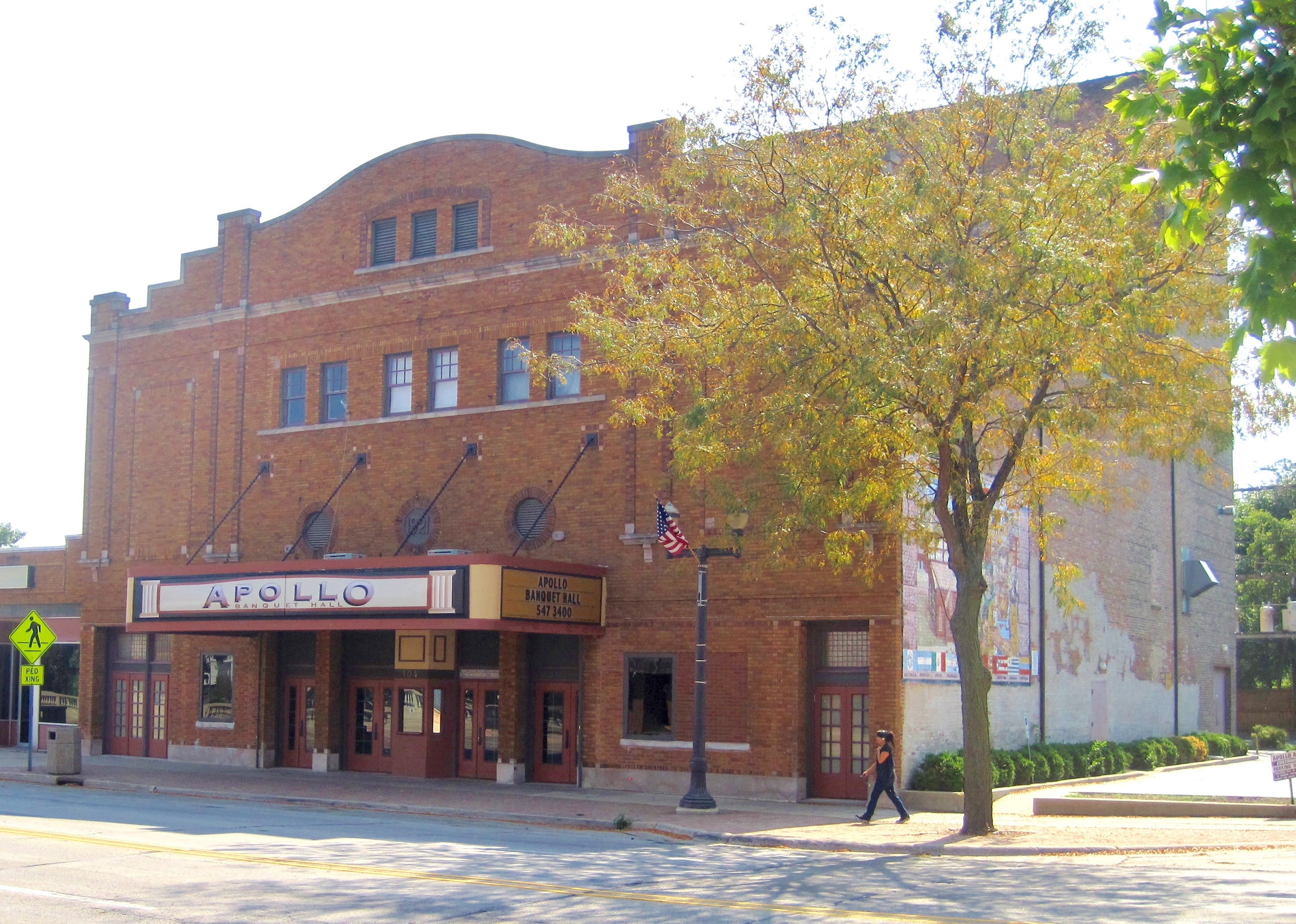
Il Teatro Apollo nel 2012

Belvidere era già stata colpita da una violenta tempesta nel 1967: un tornado di forza F4 che aveva causato la morte di 24 persone e il ferimento di circa 500. Il tornado aveva distrutto 127 case e danneggiato molte altre. 13 delle vittime e circa 300 dei feriti erano stati registrati nella scuola superiore locale, dove gli studenti erano stati mandati a casa e stavano salendo sugli autobus quando il tornado aveva colpito.
L'Apollo Theatre aprì l'11 gennaio 1922 a Belvidere, Illinois. Nel 1975 il teatro prese fuoco e chiuse. Era stato inserito nell'elenco dei beni che contribuiscono al Belvidere North State Street Historic District; la domanda del 2012 per l'iscrizione nel National Register of Historic Places sottolineava l'insolita facciata asimmetrica dell'edificio. Nel mese di giugno 2022 il locale ristrutturato fu riaperto come Apollo Theatre Activity Center, un locale per concerti e musica dal vivo. Il locale e il suo sistema antincendio a sprinkler erano stati ispezionati dai vigili del fuoco di Belvidere.
Nel mese di novembre 2022 la band death metal Morbid Angel annunciò il suo tour statunitense “Tour of Terror 2023”, per celebrare il 40° anniversario della sua fondazione nel 1983. Il gruppo era in tour con altre band metal come Revocation, Skeletal Remains, Vitriol e Crypta. Le band arrivarono a Belvidere il 31 marzo 2023, dopo essersi esibite il giorno precedente al The Rave di Milwaukee.

## 31 marzo
La mattina del 31 marzo lo Storm Prediction Center aveva emesso un raro bollettino di allerta convettiva ad alto rischio, la categoria di rischio più elevata, per due aree: una zona meridionale che comprendeva gran parte dell'Arkansas, del Mississippi e del Tennessee, e una zona settentrionale che comprendeva parti dell'Iowa e dell'Illinois settentrionale. L'area di Belvidere era stata classificata come a rischio elevato, due categorie al di sotto del rischio alto. Il centro aveva previsto tornado forti, di lunga durata e violenti.
Le previsioni si sono avverate: un evento meteorologico storico ha colpito il nord dell'Illinois. Durante il giorno erano stati segnalati tornado in tutta la valle del Mississippi, comprese Little Rock e Wynne, in Arkansas. Nella zona a rischio settentrionale è stato segnalato un violento tornado vicino a Keota, in Iowa. Nel pomeriggio si sono sviluppate altre tempeste tornado che hanno causato tornado devastanti nelle vicinanze della regione delle Quad Cities, tra lo Iowa e l'Illinois. Alle 14:35 è stata emessa un'allerta tornado per gran parte dell'Illinois settentrionale, che è stata revocata alle 22:00. In previsione delle condizioni meteorologiche avverse, il capo della Contea di Boone aveva creato un centro operativo di emergenza e le autorità regionali avevano aumentato il personale delle agenzie di pronto intervento in tutta l'area.
All'Apollo Theater si erano riunite 260 persone, tra spettatori, artisti e personale, per il concerto che aveva registrato il tutto esaurito. I Crypta, la prima band a salire sul palco, iniziarono a suonare alle 19:00. Sarebbero stati l'unica band a esibirsi quella sera.
Alle 19:23 fu emesso un allarme tornado per la Contea di Boone, che sarebbe durato fino alle 20:30. Le sirene municipali iniziarono a suonare intorno alle 19:24. A sud-ovest di Davis Junction, nella zona rurale della Contea di Ogle, un tornado EF1 toccò terra e iniziò a spostarsi verso nord-est in direzione di Belvidere, attraversando la Interstate 90 a sud-est della città intorno alle 19:40. Un'indagine sui danni causati dal tornado ha stabilito che il tornado si era ridotto da circa 0,80 km di larghezza a 0,40 km mentre si avvicinava al quartiere centrale degli affari di Belvidere, aumentando però di intensità.

### Crollo

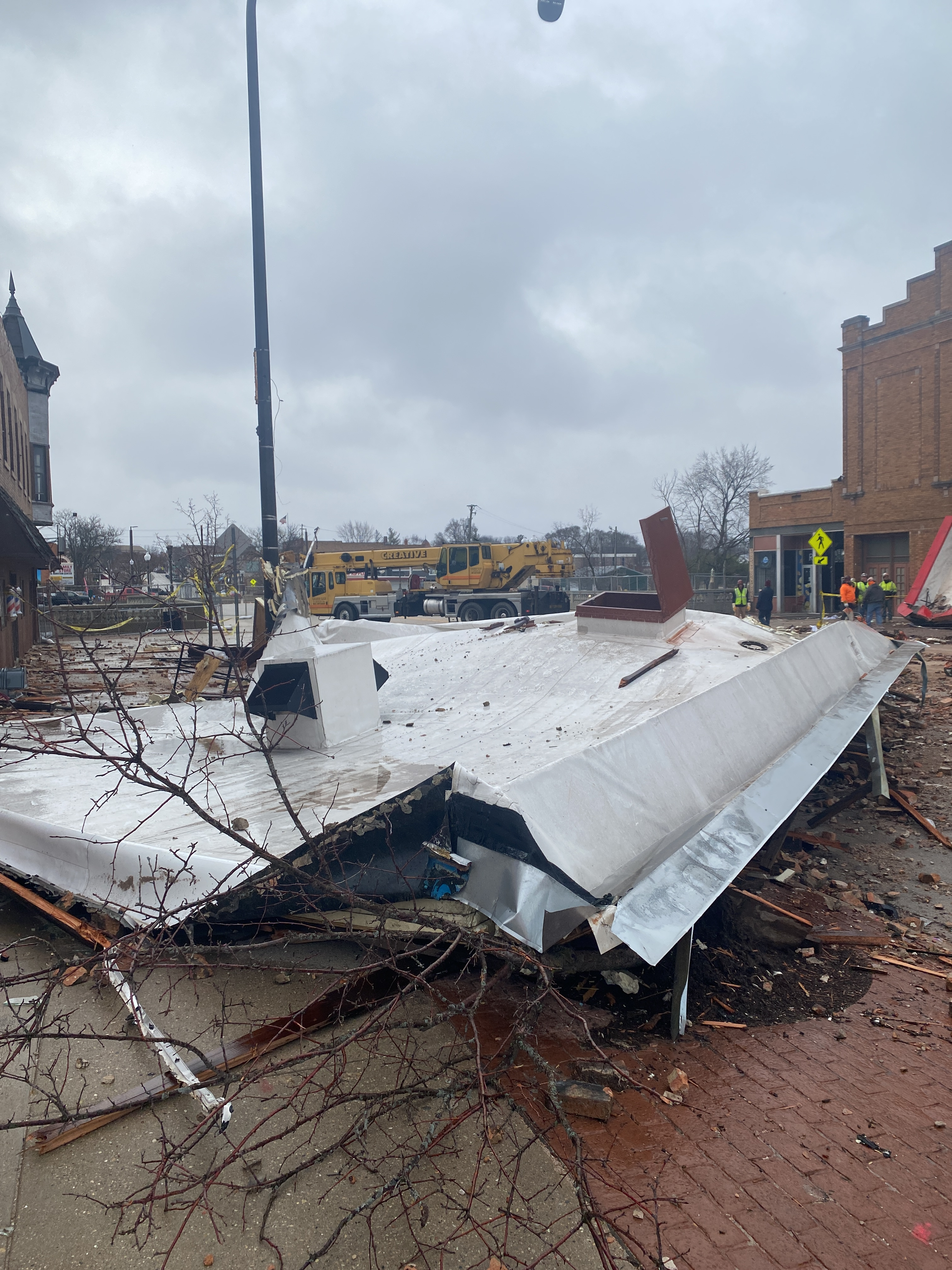
La parte superiore del tetto dell'Apollo Theatre in State Street a Belvidere, prima della rimozione dei detriti

Dopo l'esibizione dei Crypta i responsabili della sala annunciarono una pausa di mezz'ora a causa del maltempo. Uno dei presenti ricordò che il vento iniziò a rompere le finestre, dopodiché alcuni spettatori furono condotti nel seminterrato. Intorno alle 19:43 il tornado colpì il teatro con venti stimati a 100 mph (da 140 a 160 km/h). La facciata e la insegna del teatro che davano sulla strada crollarono. Dietro il teatro, i detriti hanno schiacciato un furgone utilizzato dai Crypta. Circa 3 piedi (0,91 m) della struttura superiore del tetto del teatro sono stati divelti, sollevati e fatti cadere sulla strada. La struttura inferiore del tetto sopra il concerto è crollata all'interno del teatro. Alcuni detriti sono caduti sul palco, ma la maggior parte è finita sul pubblico. Il capo dei vigili del fuoco di Belvidere, Shawn Schadle, ha dichiarato che almeno 10 persone erano rimaste sepolte dai detriti. Una linea elettrica caduta vicino al teatro ha causato un incendio in un garage nelle vicinanze. Il tornado cessò alle 19:49.

### Reazione
Dopo il crollo i partecipanti al concerto cercarono di liberare le vittime intrappolate sotto le macerie. Alle 19:47 i servizi di emergenza locali furono avvisati di un crollo del tetto con numerosi feriti. In due minuti i vigili del fuoco di Belvidere, a due isolati dall'Apollo Theatre, organizzarono i soccorsi. Il tenente Drall del dipartimento è stato il primo a intervenire sul posto e ha assunto il comando delle operazioni di ricerca e soccorso. Drall ha capito che l'edificio era compromesso e rischiava di crollare completamente, ma ha consentito ai vigili del fuoco di entrare nell'edificio per le operazioni di soccorso. Si stima che a quel punto circa 30 spettatori, 12 agenti di polizia e vigili del fuoco stessero cercando di sollevare le macerie per liberare le persone sepolte. I vigili del fuoco iniziarono quindi ad allontanare gli spettatori dall'edificio danneggiato.
Alle 20:52 i Morbid Angel pubblicarono un post su Facebook confermando la cancellazione dello spettacolo, 70 minuti dopo il tornado.
Il cinquantunenne Frederick Forest Livingston Jr. fu dichiarato morto sul posto. 27 persone, due delle quali in condizioni critiche, furono trasportate negli ospedali della zona da sette agenzie di gestione delle emergenze, tra cui diverse provenienti dalle vicine contee di Winnebago, Ogle e McHenry. La mattina seguente, gli ospedali locali avevano curato 40 persone ferite al teatro.

## Conseguenze

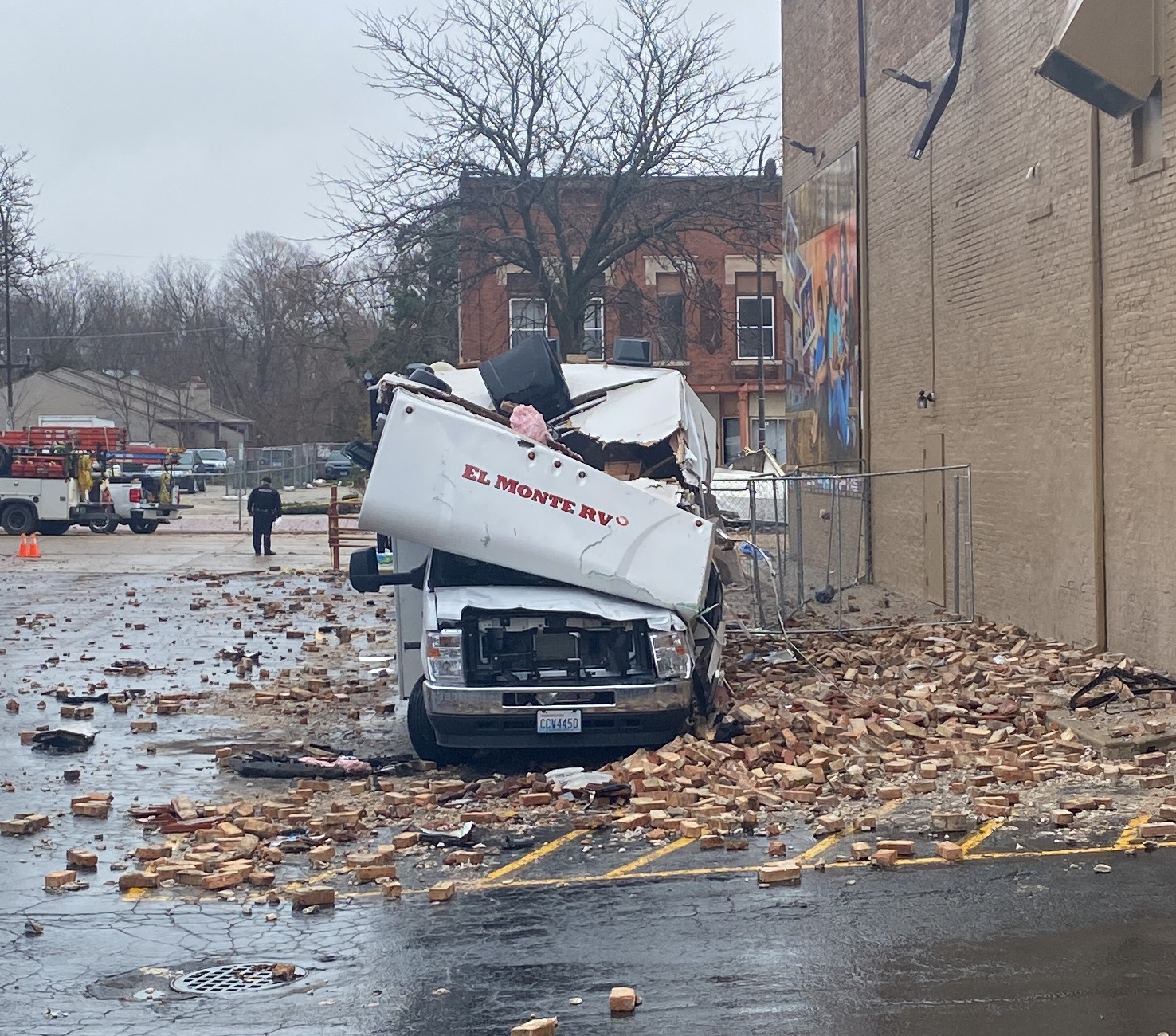
Un furgone utilizzato da gruppi musicali, visibilmente danneggiato dai detriti

Il giorno successivo State Street a Belvidere fu chiusa per la rimozione dei detriti. L'Apollo Theatre e un edificio di fronte furono dichiarati inagibili, anche se le autorità locali assunsero ingegneri e geometri per valutare la possibilità di salvare l'edificio storico. Il 2 aprile, il governatore dell'Illinois J. B. Pritzker visitò il sito insieme ad Alicia Tate-Nadeau dell'Illinois Emergency Management Agency, che dichiarò: “Se non fosse stato per gli sforzi rapidi e coordinati, venerdì sera avremmo assistito a un esito ancora più tragico degli eventi di oggi”.
Il Tour of Terror statunitense del 2023 riprese il 2 aprile con un concerto a Hobart, nell’Indiana. I Morbid Angel, i Crypta e altri artisti resero omaggio a Livingston e alle altre vittime del concerto di Belvidere. Un promotore dell'evento ha descritto la performance come “emozionante”.
Un anno dopo il crollo, il capo dei vigili del fuoco di Belvidere, Shawn Schadle, elogiò gli sforzi dei partecipanti al concerto che avevano aiutato il pubblico intrappolato, dicendo: “Non erano obbligati a restare lì. Avrebbero potuto mettersi in salvo. Molti di loro sono rimasti lì. Abbiamo tutti collaborato per organizzare il salvataggio di almeno dieci persone. Il 12 maggio 2024, Pritzker e il capo dei vigili del fuoco dell'Illinois James Rivera hanno onorato sei vigili del fuoco che hanno risposto al crollo dell'Apollo Theatre durante la cerimonia presso l'Annual Fallen Firefighter Memorial e la consegna della medaglia d'onore a Springfield, Illinois. Nel maggio 2024 Mike Lowe del distretto dei vigili del fuoco n. 2 della Contea di Boone dichiarò che il crollo "fu una situazione per cui nessuno era davvero preparato. Voglio dire, ci siamo addestrati e abbiamo fatto esercitazioni, ma non ci era mai capitato prima".

### Vittime e azioni legali

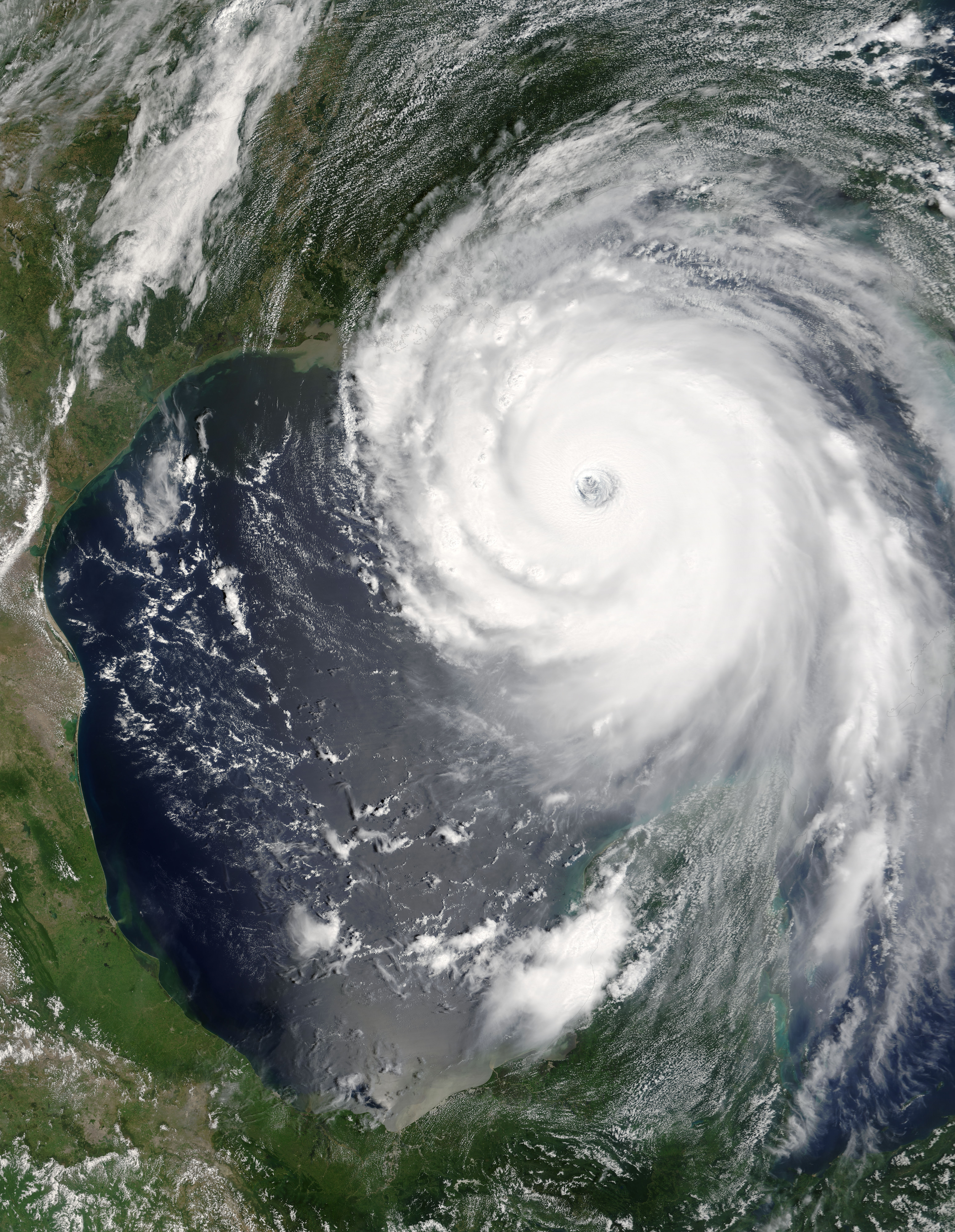
L'uragano Katrina del 28 agosto 2005

Una persona rimase uccisa nel crollo: Frederick Livingston Jr., 51 anni, di Belvidere. Fu estratto dalle macerie, probabilmente dai compagni di concerto, e dichiarato morto sul posto. Suo figlio Alex, anch'egli presente al concerto, sopravvisse. In un'intervista successiva, Fernanda Lira, cantante dei Crypta, dichiarò che Livingston era l'unica persona che aveva acquistato una maglietta della band durante il concerto. Chiese alla gente di sostenere la famiglia di Livingston. Fu lanciata una campagna GoFundMe per raccogliere fondi per la famiglia; al 14 aprile erano stati raccolti 45 053 dollari, superando l'obiettivo di 20 000 dollari.
Nel corso dell'anno successivo sarebbero state intentate 11 cause contro il teatro per conto di 19 spettatori e della famiglia di Frederick Livingston. Sei sono state presentate entro il 28 giugno, le altre entro marzo 2024. Una causa sosteneva che il locale non avrebbe dovuto consentire ai Crypta di continuare l'esibizione. Altri sostenevano che il locale avesse commesso un errore nel condurre solo gli spettatori della platea nel seminterrato. Gli imputati, la proprietaria Maria Martinez e suo marito, nonché il promotore del concerto, FM Entertainment, risposero che tutti i partecipanti al concerto erano stati invitati a recarsi nel seminterrato del locale quando era stato dato l'allarme, ma avevano scelto di rimanere vicino al palco; affermarono inoltre che il tornado era stato un caso di forza maggiore.

### Iniziative di recupero
Le speranze per il recupero del teatro rinacquero poco dopo il crollo. Le indagini preliminari condotte da ingegneri strutturali indicarono che era improbabile che la struttura subisse ulteriori cedimenti e che era possibile un intervento di riparazione. Il mattino dopo il concerto, il capo dei vigili del fuoco di Belvidere, Shawn Schadle, dichiarò di sperare che l'edificio venisse ristrutturato. Friends of the Coronado, un gruppo che aveva restaurato il Coronado Theatre di Rockford, Illinois, manifestò il proprio interesse ad aiutare. Un architetto affermò che lo storico teatro meritava di essere preservato. Il 14 aprile la proprietaria del teatro, Maria Martinez, lanciò una campagna GoFundMe per finanziare la ricostruzione del teatro con l'obiettivo di raccogliere 250 000 dollari; la campagna si chiuse a giugno raccogliendo solo 3 200 dollari.
Il 6 giugno, mentre erano in corso i lavori di recupero, un piccolo incendio scoppiò sul tetto del teatro quando un operaio che stava saldando, inavvertitamente accese del materiale infiammabile nelle vicinanze. L'incendio fu rapidamente domato prima che potesse causare danni strutturali.

Il teatro riaprì il 15 settembre 2023, meno di sei mesi dopo il tornado. Durante un evento privato per commemorare il restauro della struttura Martinez dichiarò che i fondi per il progetto provenivano principalmente da assicurazioni e fondi personali e non da fondi statali o federali per le calamità naturali. Il primo evento pubblico del teatro dopo il crollo fu un concerto gratuito in occasione del Giorno dell'Indipendenza messicana.